# Station La Madeleine
Station (Lille-) La Madeleine (Frans: Gare Lille-La Madeleine) is een spoorwegstation in de gemeente La Madeleine bij de Noord-Franse stad Rijsel. 
Het station is gelegen aan de lijn Lille - Les Fontinettes en aan lijn La Madeleine - Comines (nu TER-lijn 5) (Komen - Lille-La Madeleine).